# Marino Cardelli
Pour les articles homonymes, voir Cardelli.
Marino Cardelli, né le 5 octobre 1987 à Borgo Maggiore, est un skieur alpin saint-marinais, ayant participé aux Jeux olympiques d'hiver de 2006 ainsi qu'à ceux de 2010.

## Parcours
Fils d'un couple d'enseignants, Marino Cardelli naît le 5 octobre 1987 à Borgo Maggiore,. Avec ses parents et son frère, il part régulièrement skier en Italie durant sa jeunesse.
Cardelli participe à des courses de ski alpin référencées par la Fédération internationale de ski à partir de 2002. Présent aux Championnats du monde juniors en 2004, il s'y classe 101e du slalom géant et disqualifié en super G. L'année suivante, il est aligné aux Championnats du monde sur le slalom géant, où il se classe 69e puis aux Championnats du monde juniors dans trois disciplines, avec comme meilleur résultat la 74e place en slalom géant. En 2005-2006, il commence sa saison en se blessant à une épaule puis à un pouce. Il est ensuite l'unique représentant de Saint-Marin aux Jeux olympiques de Turin. Porte-drapeau de sa délégation aux cérémonies d'ouverture puis de clôture,, Cardelli est aligné en slalom géant où il est éliminé durant la première manche,.
Cardelli participe ensuite aux Championnats du monde 2007 puis 2009 où il ne parvient pas à se qualifier pour les dernières manches de slalom géant et de slalom. Durant l'été 2009, il se fracture le péroné gauche puis un coude en octobre lorsqu'il reprend la compétition. Cardelli parvient malgré ces blessures à se qualifier pour les Jeux olympiques de Vancouver où il est à nouveau porte-drapeau de sa délégation. Gêné par des douleurs à une cheville, il se classe 80e du slalom géant,. Ayant déclaré avant ces Jeux olympiques qu'il ne participerait probablement plus aux compétitions olympiques pour se focaliser sur ses études, il n'a pas couru au niveau international depuis.